# Mohamed Dridi
Mohamed Yacine Dridi (arab. محمد ياسين دريدي ;ur. 13 sierpnia 2001) – algierski zapaśnik walczący w stylu klasycznym. Zajął czternaste miejsce na mistrzostwach świata w 2023.
Wicemistrz igrzysk panarabskich w 2023. Złoty medalista mistrzostw Afryki w 2023 i 2025; srebrny 2022 i 2024. Triumfator mistrzostw arabskich w 2024. Drugi na Światowych Igrzyskach Sportów Walki w 2023. Wygrał mistrzostwa Afryki juniorów w 2020.